# Хлебное (озеро, Карелия)
Хлебное — пресноводное озеро на территории Ведлозерского сельского поселения Пряжинского района Республики Карелии.

## Общие сведения
Площадь озера — 1 км². Располагается на высоте 114 метров над уровнем моря.
Форма озера лопастная, продолговатая: оно на два километра вытянуто с юго-запада на северо-восток. Берега каменисто-песчаные, преимущественно возвышенные.
Из северо-восточной оконечности озера вытекает безымянный водоток, впадающий в Крошнозеро, откуда берёт начало река Миккильская, впадающая в Шотозеро. Через последнее протекает река Шуя.
В озере расположено не менее трёх небольших безымянных островов.
К северу от озера расположены деревни Хлебозеро и Савиново, через которые проходит дорога местного значения 86К-262 («Подъезд к д. Нижняя Салма»).
Код объекта в государственном водном реестре — 01040100111102000016979.